# Jerzy Łysk
Jerzy Łysk (în cașubiană Jerzi Łisk; n. 20 ianuarie 1950, Puck, voievodatul Pomerania, Polonia) este un poet, compozitor, cântăreț și animator cultural cașub și polonez, cunoscut mai ales cu privire la activitatea sa în domeniul culturii cașubiene.

## Biografie
Jerzy Łysk este fiul lui Stanisław Łysek (1926-1970) și al Magdalena Łysk, născută Naczke (1926-1986).
Părinții tatălui său au fost Ksawery Lieske (1885-1969) și Klara Lieske, născută Borchmann (1892-1974). Părinții bunicului său Ksawery au fost Juliusz Lieske și Matylda Lieske (născută Bieschke). S-a născut și a crescut într-o casă în care s-a vorbit limba cașubă, mai ales în copilărie. Părinții săi, bunicii Ksawery și Klara, sora bunicii Klara, Józefina Borchmann, precum și mătușa Stefania Lieske (sora tatălui său) și cei doi unchi Kazimierz Łysk și Jan Łysk (frații tatălui său) vorbeau doar în limba cașubă. Și-a făcut debutul în cultura cașubă la vârsta de doar doisprezece ani, dansând și cântând între anii 1962-1964, inclusiv în ansamblul din cadrul Centrului Artistic de Stat din Puck, condus de Romuald Łukowicz.
Jerzy și-a început munca de creație legată de regiunea Cașubia compunând muzică la poezii ale poeților cașubieni. Până acum a compus muzică după textele lui Jan Trepczyk, pr. Leon Heyke, pr. Antoni Pepliński, Stanisław Okon, Alojzy Nagel, Stanisław Janek, Jerzy Stachurski, Eugeniusz Pryczkowski etc. La începutul anilor 1970, a început să-și prezinte melodiile în limba cașubă pentru public, ca vocalist. Jerzy le-a cântat în mai multe spectacole pe diferite scene din Cracovia (Rotunda), Gdańsk (Teatrul "Wybrzeże", Clubul Cultural "Rudy Kot", Centrul Cultural Martim),  Bełchatów (Sala de sport și divertisment), Świecie (Centrul pentru Cultură, Sport și Recreere), dar și în locuri precum pe feribotul transportului polonez baltic „Pomerania”, în centre de vacanță și recreere, școli, hoteluri pentru muncitori, într-un centru de detenție din Gdańsk și într-o închisoare (Gdańsk-Przeróbka).  
În anii 1980 și începutul anilor 1990, a cântat în limba cașubă, compoziție proprie (după textele poeților cașubieni și ale sale), interpretând sub egida Clubului Cultural „Rudy Kot” din Gdańsk. În 1989, Asociația Creativă a Clubului Cultural „Rudy Kot” din Gdańsk a publicat sub formă de carte, editată Zdzisław Bejda, un spectacol grotesc bazat pe o nuvelă de Alojzy Budzisz în adaptarea lui Stanisław Janki și cu muzică de Jerzy Łysek, intitulată „Jak Kulombószów Krësztof Amerikę wëkrił”. Cântecele cașubiene ale compozițiilor lui Jerzy Łysek (după texte proprii și ale poeților cașubieni) și interpretate de el puteau fi ascultate la radio și televiziune. Pentru prima dată, 8 piese în limba cașubă ale compozițiilor lui Jerzy Łysek au fost înregistrate în spectacolul său din 1975, pentru a fi utilizate de radioul polonez din Gdańsk. 
Jerzy Łysk a compus și muzică pentru texte în limba poloneză. Este compozitorul imnurilor școlilor primare din Karwia (text Andrzej Schmidt) și din Gnieżdżewo (text Bernard Bolesław Hęcko). În Karwia, imnul școlii a fost cântat de elevii săi din anul 1989, iar în Gnieżdżewo din 1993.
În 1992, revista noastră săptămânală „Ziemia Pucka” a anunțat o competiție pentru cei mai populari locuitori din regiunea Puck (districtul Puck), care a durat câteva luni. S-a încheiat în 1993 și după numărarea cupoanelor trimise redacției, Jerzy Łysk a ieșit pe locul doi.

## Instituții culturale conduse de Jerzy Łysek
- Între 1973-1974 a condus Centrul Cultural din Strzelno (comuna Puck).
- Între 1975-1976 a condus instituția culturală din Żelistrzewo. Mai întâi, a fost numit Centrul Cultural Municipal Żelistrzewo, iar mai târziu în 1976, a după reorganizarea administrativă fost redenumit Centrul Cultural al Satului Żelistrzewo.
- Între 1977-1986 a condus Casa de Cultură Kashubian din Krokowa.

În instituțiile culturale pe care le-a gestionat, promovarea culturii cașubiene a fost o prioritate pentru el. De exemplu, în perioada în care a fost managerul Centrului Cultural din Strzelno, a început să funcționeze o companie de teatru, care a prezentat spectacolul cașubian „Tăierea zmeului” („Ścięcie kani”). S-a format un grup de folclor care prezintă dansuri și cântece populare cașubiene, cu echipe conduse de Leon Ellwart. A existat, de asemenea, o formație numită "Klon", în care Jerzy a fost vocalist și chitarist. Cu acest grup, el a prezentat publicului cântece în limba cașubiană, compoziție proprie, cântate în ritmurile plăcute de tinerii din acea vreme. În perioada în care a fost managerul centrului cultural din Żelistrzewo, Jerzy a organizat și întâlniri cu poetul cașubian Jan Piepka și cu Władysława Wiśniewska, o cunoscută brodătoare, povestitoare și cântăreață populară din satul Wdzydze Tucholskie. La scurt timp după ce preluat conducerea Casei de Cultură Cașubiană din Krokowa, a creat și grupul de muzică cașubian „Kaszëbë”. Aici a organizat întâlniri cu personalități importante cașubiene, precum poetul și compozitorul cașubian Jerzy Stachurski și dirijorul și compozitorul Władysław Kirstein, cercetător al folclorului cașubian din Cașubia și Kociewie.

## Opere
- Grădina mea („Mój ògródk”), (1988)
- „Stegna” (1991)
- „Sôł miłosc” (1994).
- „Malëjã kòlibiónkã” (1996) – prima ediție.
- „Malëjã kòlibiónkã” (1999) – a doua ediție extinsă.
- „Sztëczk sebie” (2005 r.) – prima ediție.
- „Sztëczk sebie„ (2012 r.) – a doua ediție.

## Premii și distincții
- 1979 - premiu pentru piesa „Òbrôzk” (text: Leon Heyke, muzică: Jerzy Łysk) într-un concurs pentru o melodie cu text cașubian, organizat de Centrul Cultural Provincial, Asociația Cașubo-Pomeraniană și radio-ul polonez din Gdańsk.
- 1980 - premiul al II-lea pentru piesa „Jak snôży je ten swiat” (text: Jerzy Łysk, muzică: Antoni Sutowski) și premiul al III-lea pentru melodia „Jedze Mikołôj” (text: Lech Miądowicz, traducere în cașubiană și muzică: Jerzy Łysk) în competiție organizată de Centrul Cultural Provincial și Consiliul Principal al Asociației Cașubo-Pomeraniană din Gdańsk.
- 1982 - Premiul al III-lea în competiția organizată de Centrul Cultural Provincial din Gdańsk și Asociația Cașubo-Pomeraniană pentru piesa „One sztócëk it” (text: Jerzy Łysk, muzică: Antoni Sutowski).
- 1983 - Premiul I într-un concurs organizat de Centrul Cultural Provincial din Gdańsk și Asociația Cașubp-Pomeraniană din Gdańsk, pentru melodia „Kochóny stori Gduńsk” (text: Jerzy Łysk, muzică: Antoni Sutowski). Au fost acordate trei premii principale egale.
- 1985 - premiul al III-lea într-un concurs literar organizat de Asociația Cașubo-Pomeraniană și Centrul Cultural Provincial din Gdansk, cu sprijin financiar de la Oficiul Provincial din Gdańsk.
- 1985 - Premiul special al Asociației Cașubo-Pomeraniană în competiția literară națională poloneză “Mieczysław Stryjewski” din Lębork.
- 1987 - premiul al II-lea într-un concurs pentru o piesă de scenă, organizat de Asociația Cașubo-Pomeraniană din Gdańsk, pentru muzică compusă pentru un spectacol muzical grotesc în 3 acte, intitulat „Jak Kulombószów Krësztof Amerika wëkrił”. Spectacolul a fost bazat pe un text de Alojzy Budzisz, adaptat de Stanisław Janke și cu muzică de Jerzy Łysek).
- 1988 - Premiul literar al lui Roman Wróblewski, acordat de membrii colegiului și echipa editurii lunare „Pomerania”.
- 1991 - distincție la primul concurs de poezie pentru premiul Zygmunt Bukowski din Przywidz.
- 1996 - premiul „Skra Ormuzdowa”, acordat de editura lunară „Pomerania”[4].
- 1996 - premiul orașului „Koło sterowe z herbem miasta Puck” cu inscripția: "Pentru Jerzy Łysek după 25 de ani de creativitate artistică - Primarul orașului Puck - iulie 1996".
- 1999 - premiu pentru nuvela intitulată „Wera”, în Concursul Național de Proză Jan Drzeżdżon, organizat de Muzeul Literaturii și Muzicii Cașubo-Pomeraniene din Wejherowo.
- 2002 - distincție onorifică în cadrul Concursului național literar polonez Mieczysław Stryjewski în Lębork.
- 2005 - premiu pentru merite deosebite aduse culturii cașubiene, cu ocazia împlinirii a 35 de ani de spectacole de scenă cu propriile sale piese cașubiene și a 25-a aniversare a debutului său poetic. Evenimentul a avut loc la Primăria din Puck și a fost organizat de Biblioteca Publică Județeană și Consiliul Județean Puck.
- 2006 - Premiul I la ediția carte cașubiană (poezie), pentru cartea „Sztëczk sebie” câștigată în cadrul celui de-al VII-lea târg de carte cașubian și pomeranian „Costerina 2006”.
- 2009 - medalie de onoare „Zasłużony dla Kultury Polskiej” (Medalia de merit pentru cultura poloneză) acordată de Ministerul Culturii și Patrimoniului Național.
- 2012 - premiul „Kôlp z Biëlawe”. Este o statuetă cu inscripția “KȎLP Z BIËLAWE dla Jerzego Łysk za wiôlgô robòta dlô konkursu im. Jana Drzeżdżona BË NIE ZABËC MÒWË STARKÓW. Mechowo, 05.12.2012 r. Wojciech Dettlaff Starosta Pucki”.
- 2016 - Premiul artistic al orașului Puck, în domeniul creației artistice.